# 箕面忠魂碑違憲訴訟
箕面忠魂碑違憲訴訟（みのお ちゅうこんひ いけんそしょう）は、1975年に大阪府箕面市が、箕面小学校にあった忠魂碑を移転させるための諸費用を市が負担し、忠魂碑の前で慰霊祭を行い、それに市教育長が参列したことに対して、市民が忠魂碑の撤去を求めた裁判である。大阪地裁一審の判決は、「箕面市が忠魂碑の撤去とその土地の返還を箕面市戦没者慰霊会に求めないのは違法」であり、「忠魂碑は宗教的施設であり、政教分離原則（日本国憲法第20条、第89条）から判断して、市有地から撤去すべし」との内容であった。しかし、その後の大阪高裁、最高裁では原告が逆転敗訴した。

## 経緯
1975年8月上旬、箕面市に住んでいた神坂玲子は「日本共産党市会議員団ニュース」で、市立箕面小学校の増改築によって同校にあった忠魂碑が箕面市開発公社所有地に忠魂碑を移転させるために、土地購入費7882万7000円、移転費用800万円が補正予算として計上されることを知った。しかし、この予算は市議会の全会一致で議決された。
玲子の配偶者である神坂哲はそのことを聞いて「忠魂碑移転反対署名趣意書」を執筆、1975年10月10日に「市民の会」を立ち上げる。趣意書の概要は「忠魂碑は天皇のためによろこんで死ねるという忠義を賛美し強制するものであり、撤去の必要が生じたならばその機会に廃止すべきである。慰霊のための碑が必要であるならば忠魂の文字を使うべきではない。慰霊碑を維持・存続させる行為は、忠君のために戦士を賛美し顕彰することに他ならないのだから、行政、教育の当局がなすべきではない」という内容であった。
1975年10月22日、忠魂碑反対署名に賛同した住民代表5名と箕面市教育長の河野良作、教育次長が話し合ったが、市教委側は忠魂碑移設の計画を変えようとしなかった。
1975年11月8日、神坂たちは、市長、教育長、教育委員会宛に、忠魂碑の移設再建に関して住民監査請求を行う要請書を提出した。しかし要請書は無視され、同日に忠魂碑は移転された。忠魂碑の「脱魂式」「入魂式」には市長の中井武兵衛が出席した。1975年11月29日、13名の連名で地方自治法第242条による住民監査請求書を提出した。その内容は、忠魂碑の移設再建と公金支出に関する監査の請求であった。
1975年12月19日に忠魂碑が完成し、12月20日に竣工式が開かれた。先に提出した住民監査請求に対して、1976年1月27日、市の監査委員会から「請求については理由がないので却下する」という監査結果が出される。それを受け、住民側は1976年2月25日に弁護士なしで訴状を大阪地裁に提出した。原告は女性６人、男性３人である。核心となる請求の趣旨は「違憲違法の忠魂碑を市有地から撤去せよ」ということであった。3月12日に箕面市議会は、忠魂碑を戦没者遺族会に無償で譲渡し、市有地を無償貸与することを承認した。同年4月5日に忠魂碑の前で慰霊祭が挙行され、遺族会会長、市長、市議会議長、市議会議員、市教育委員長、市教育長、多数の市職員等、百数十名が参加した。
1976年5月19日、箕面忠魂碑違憲訴訟の第1回口頭弁論が大阪地裁で開かれた。しかし、傍聴席にマスコミの取材は1人もいなかった。神坂哲は意見陳述を行い、「忠魂碑は軍国主義と天皇制ファシズムの思想を表現し宣伝するものであること、その忠魂碑の建立地は学校であり、子どもへの影響が大きいこと」を述べた。1976年9月、箕面市教組、市職員、地域住民等によって「支援する会」の準備会が発足した。箕面市職員へのビラ配布、天皇在位50周年記念祝典反対集会でのアピールなどの行動が取り組まれた。原告らは遺族会全員に親書を送った。「戦没者を追悼すること自体に反対しているのではなく、国や自治体が、平和と民主主義の憲法に反する『忠魂』という言葉で追悼したり、忠魂碑に土地を提供したりしてはならないと訴えている」ことを伝える内容であった。
1982年3月24日、大阪地裁裁判長・古崎慶長（こさきよしなが）は市民側の訴えを認め、忠魂碑の撤去を言い渡した。「忠魂碑は、天皇のために忠義を尽くして戦死した者を奉るために建てられた石碑であり、その性格は現在も変わらない。忠魂碑の前で慰霊祭が神式あるいは仏式で行われきたことを考えると、忠魂碑は宗教施設である。そのような性格を持つ忠魂碑に国家や自治体などが公金を支出することは憲法第20条、89条が規定している政教分離の原則に違反する」
この判決に対して、「日本のために犠牲となって死んでいった人々を思い頭を下げる心情や行為を理解してくれないのか」という内容の手紙や葉書が原告に対して多数送られて来た。日本の侵略戦争によって亡くなったアジアの被害者とその遺族に対する視点、そうした不条理な行為に国民を動員した「国家」に対する問いかけを遺族たちに理解してもらうことは容易ではなかった。国が被告ではないにもかかわらず、この判決に自民党は強く反発し、判決の2日後に「党として箕面市を全面的に支援する」という見解を出した。箕面市長・中井武兵衛は判決の6日後の1982年3月30日に控訴を表明、4月5日に控訴した。これに対して4月7日に市民側の原告も控訴した。
1986年1月17日、裁判で多くの準備書面を書いた神坂哲は自宅で倒れ、1月20日に死去した。55歳。
1987年7月16日、忠魂碑移設再建・慰霊祭両違憲訴訟の控訴審判決が大阪高裁から出された。裁判長の今富滋（いまとみしげる）は判決理由を示さず、地裁の判決を棄却した。判決内容は以下のとおり。(1) 忠魂碑は軍国主義を宣伝する宗教施設ではない。(2) 慰霊祭は社会的儀礼である。(3) 市長、教育長が慰霊祭に参列することも社会的儀礼である。(4) 国や自治体は宗教と関わりを持てる。
原告住民は、1987年7月29日に最高裁に上告した。
1993年2月16日、最高裁第三小法廷（裁判長：貞家克己）は原告敗訴の判決を出した。
大阪地裁で原告勝訴の判決を出した古崎は、判決後、嫌がらせや脅迫の電話や手紙を受けた。1983年4月1日付で、大阪地裁から京都地裁に転出。1984年5月には、日本刀を持った男に襲われかけた。しかし古崎は毎日新聞（1990年5月3日付）のインタビューで「裁判官は良心に従い法律解釈するだけで、一切妥協しない」と述べている。
神坂哲と玲子の子である直樹は、1991年に司法試験に合格、裁判官を希望した。しかし司法研修所の教官は「君は裁判官に向かない」と任官希望を断念させようとした。直樹は意志を変えず、最高裁から「任官拒否」されたため、訴訟を起こした。